# Geheime Feldpolizei
De Geheime Feldpolizei (GFP) was een afdeling van de Duitse Wehrmacht tijdens de Tweede Wereldoorlog. De dienst stond onder andere in voor contraspionage en was verantwoordelijk voor de bestrijding van partizanen en verzetsgroepen. Hierbij werden veel oorlogsmisdaden gepleegd.

## Ontstaan
Binnen het Pruisisch leger werd al in de jaren 1860 een Geheime Feldpolizei opgericht. Deze was actief tijdens militaire acties en werd daarna weer ontbonden. Zo was de Geheime Feldpolizei ook actief in bezet gebied tijdens de Eerste Wereldoorlog en was er verantwoordelijk voor contraspionage.

## Tweede Wereldoorlog
Bij het uitbreken van de Tweede Wereldoorlog werd de GFP opnieuw opgericht. De GFP hing af van de plaatselijke militaire commandanten maar rapporteerde ook rechtstreeks aan het hoofdkwartier van de Wehrmacht in Berlijn. De GFP werkte nauw samen met de Abwehr en had verschillende taken:
- politionele taken binnen de Wehrmacht: optreden tegen plunderingen, smokkel, dronkenschap en andere misdrijven door militairen, opsporen van deserteurs en het controleren en censureren van briefwisseling;
- beveiliging van hoogwaardigheidskleders;
- ordehandhaving ten aanzien van de burgerbevolking: optreden tegen wapenbezit, diefstal, oplichting of vervalsing van documenten;
- optreden tegen sabotage, spionage en andere verzetsdaden. In de loop van de oorlog kwam daar ook het opsporen van de bemanningen van neergehaalde geallieerde vliegtuigen bij.

De taak van de GFP was voor een groot deel dezelfde als die van de Reichssicherheitsdienst (RSD). De GFP had een beperkt personeelskader - zo kon ze in België rekenen op ongeveer 500 manschappen - maar kon beroep doen op de Feldgendarmerie voor het uitvoeren van haar taken. Ook werden collaborateurs ingeschakeld om inlichtingen te vergaren. De GFP moest veelal beroep doen op oudere dienstplichtigen die te oud waren voor dienst aan het front en geen ervaring hadden met inlichtingenwerk, wat de effeciëntie van de dienst beperkte.
De GFP was verantwoordelijk voor duizenden arrestaties van burgers. Ze maakte van gebruik van geweld, marteling en afpersing. Ze trad buitengewoon wreed op tegen (vermeende) verzetslui en partizanen, zoals bij het dorpje Distomo in Griekenland. Daar ontsnapte de GFP aan een hinderlaag van partizanen en nam wraak door het verkrachten, plunderen en standrechtelijk executeren van de dorpsbewoners.

## Na de oorlog
Na de oorlog werd de GFP door het Internationaal Tribunaal van Neurenberg niet veroordeeld als criminele organisatie, maar werden de leden wel beschuldigd van oorlogsmisdaden, hoewel nooit een leidend figuur van de GFP werd berecht, laat staan veroordeeld. In België werden enkel leden van groep 530, de Brusselse antenne, na de oorlog systematisch vervolgd. Van de ongeveer honderd leden werden er dertien vervolgd door het Belgische gerecht en werden veroordeeld tot gevangenisstraffen van tien tot twintig jaar. Deze straffen werden later sterk ingekort.